# Frea curta
Frea curta är en skalbaggsart som först beskrevs av Louis Alexandre Auguste Chevrolat 1858.  Frea curta ingår i släktet Frea och familjen långhorningar.
Artens utbredningsområde är:
- Benin.
- Ghana.
- Liberia.
- Nigeria.
- Sierra Leone.
- Togo.

Inga underarter finns listade i Catalogue of Life.